# Leona ibera de La Rambla
La leona íbera de La Rambla es una escultura íbera encontrada en 2020 por un agricultor en terrenos pertenecientes al término municipal de La Rambla, localidad próxima a la capital cordobesa en España. La escultura fue trasladada al Museo Arqueológico de Córdoba y está siendo investigada por parte de la Junta de Andalucía.Su exhibición está paralizada a noviembre de 2024 debido a un recurso judicial por el descubridor que no está conforme con el premio asignado por la Junta.
Fue esculpida en torno al siglo V o IV a. C. en piedra y es una pieza muy poco común, puesto que se conservan muy pocas esculturas de medida grande de esta época. Representa a un depredador cazando su presa, con las orejas altas hacia atrás y la mandíbula sobre la cabeza de una cabra ya muerta. La obra pesa 166 kg y su estado de conservación es excelente. Quedan restos de la existencia de una plataforma bajo el conjunto escultórico, que no se ha localizado.

## Contexto histórico
La pieza se data entre los siglos V y IV a. C., en la zona que en aquel momento se denominaba Tartessos, que fue el lugar por el cual los griegos conocían la primera civilización de Occidente, heredera de la cultura megalítica andaluza, que se desarrolló en el triángulo formado por las actuales ciudades de Huelva, Sevilla y San Fernando; la costa suroeste de la península ibérica, tuvo como eje el río Tarsis, que los romanos denominaron después Betis y los árabes Guadalquivir; sin embargo, nada es seguro, y varios autores tratan de situar el río Tarsis en los bosques del Odiel y del Tinto (ría onubense), en el mar Menor, a las bocas del Guadiana o al mismo Tajo.

## Loba o leona
Debido de a los rasgos que pueden coincidir tanto con los de una leona como una loba, los expertos no están seguros de la interpretación. José Antonio Morena, arqueólogo municipal de Baena y director del museo histórico de la localidad, explica que guiados por la cabeza, podría ser un lobo, pero en la parte posterior hay restos de una cola demasiado larga para tratarse de un lobo. En todo caso a simple vista se encuentran bastantes diferencias con las leonas ibéricas de Córdoba.
El gran valor de esta figura podría aumentar si se tratara de un cánido, puesto que en la provincia y, en general, en Andalucía no hay muchos ejemplos de la representación de este animal en el arte íbero y menos en este buen estado de conservación.

## Emplazamiento
Hallada en un olivar del paraje de Cañablanquilla, próximo al núcleo urbano de San Sebastián de los Ballesteros, pero en el término municipal de La Rambla. Se cree que se encontraba localizada en una necrópolis, puesto que los restos de la plataforma sería un posible pilar-estela, por lo tanto un monumento funerario. Hasta el momento no existen datos de la necrópolis en que pudo exhibirse, aunque puede suponerse que pudo ser trasladada de su emplazamiento original durante algún momento de la historia.

## Futuro de la investigación
Está siendo investigada por el Departamento de Cultura de la Junta de Andalucía y se prevé incluir el hallazgo en la carta arqueológica y hacer una prospección en la zona, en busca de otros restos arqueológicos del período ibero.